# Лимансдорф
Лимансдорф (њем. Lühmannsdorf) општина је у њемачкој савезној држави Мекленбург-Западна Померанија. Једно је од 89 општинских средишта округа Остфорпомерн. Према процјени из 2010. у општини је живјело 742 становника. Посједује регионалну шифру (AGS) 13059057.

## Географски и демографски подаци
Лимансдорф се налази у савезној држави Мекленбург-Западна Померанија у округу Остфорпомерн. Општина се налази на надморској висини од 39 метара. Површина општине износи 5,6 km². У самом мјесту је, према процјени из 2010. године, живјело 742 становника. Просјечна густина становништва износи 131 становника/km².